# 衝突衝撃緩衝具

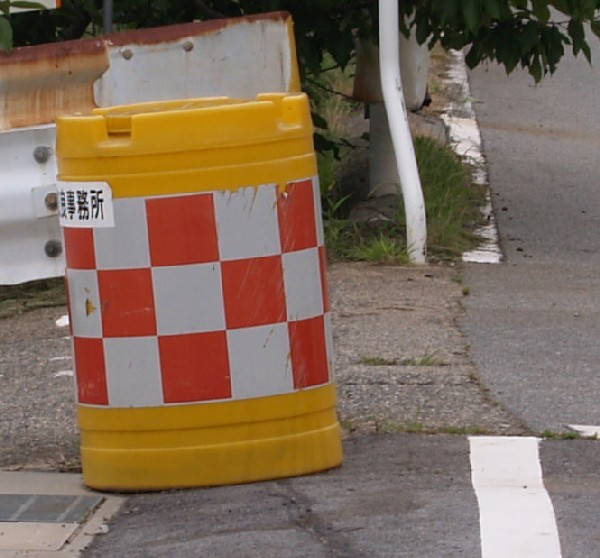
クッションドラム

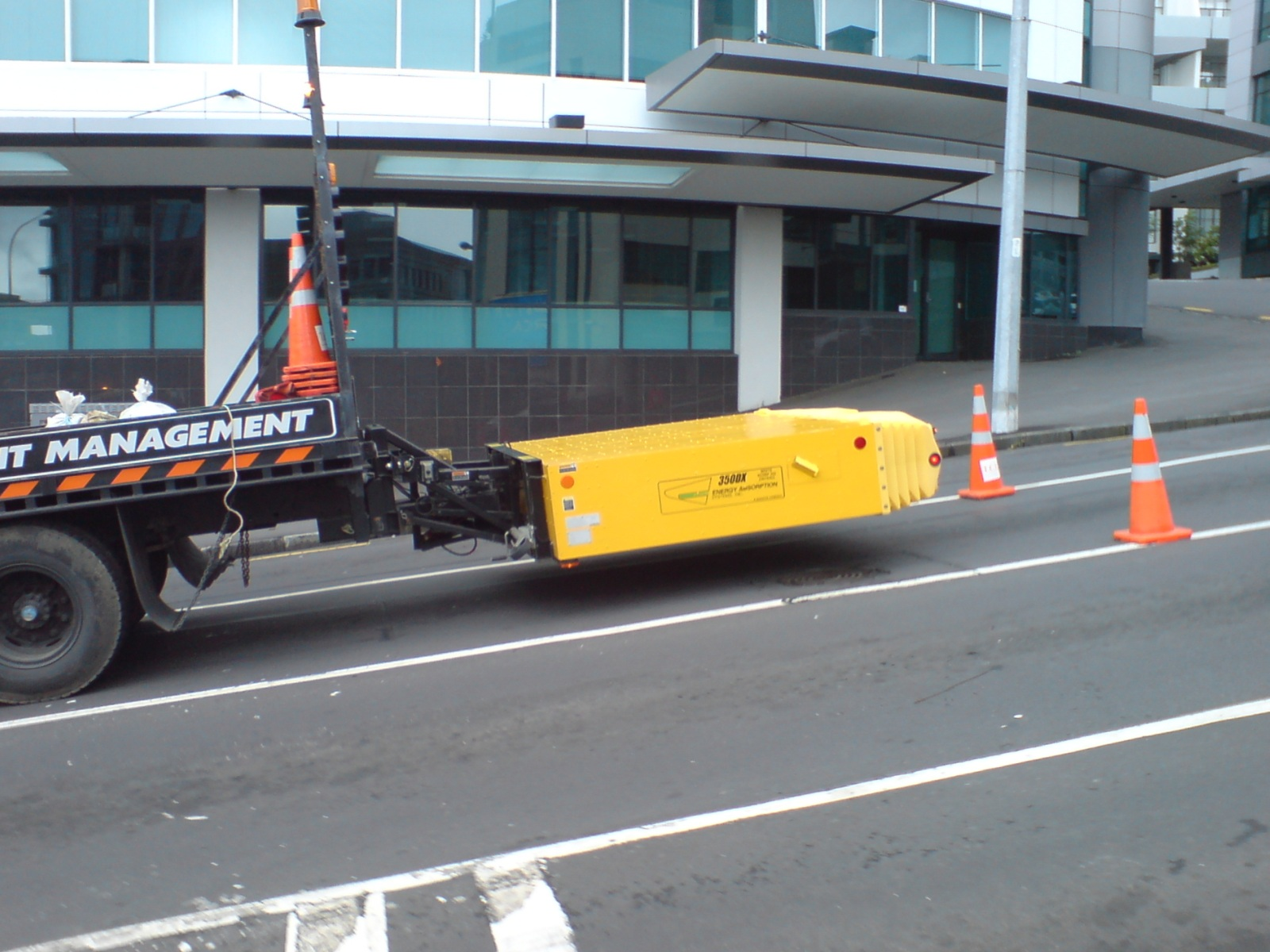
車線規制車両などの衝突が多い車両に接続された衝突衝撃緩衝具

衝突衝撃緩衝具（しょうとつしょうげきかんしょうぐ)とは、道路の分岐部分や事故多発地点・簡易閉鎖具として設置されている、衝突･接触事故時の衝撃を緩和し、ドライバーの安全を守る装置。一般的には、クッションドラム、クッションバンパーなどと呼ばれている。

## 構造・種類
材質は基本的にポリエチレン製である。
構造は樽型で内部が空洞になっている物が一般的に多く使用されており、内部に水袋や砂袋、冬季は融雪材などが詰め込まれている。
種類は一般的に多く使われている樽型や半円タイプ・四角タイプを組み合わせた物がある。いずれの形も周囲に赤と白の市松模様や、トラ柄をした反射シートが貼り付けられており、夜間の視認性を高めている。また、高速道路などでは高輝度反射タイプの反射シートを貼られた物が使われている。

## 設置場所
基本的には本線と出口部分等の分岐部分や車両接触事故防止箇所、駐車禁止区域、道路情報掲示板支柱部分に設置されている。

## 衝撃緩衝の仕組み
車両が緩衝具に衝突すると衝突エネルギーが緩衝具の変形・内容物の流動に変換されて衝突の際の衝撃を緩衝させる。